# Воротынцев, Иван Моисеевич
Иван Моисеевич Воротынцев (1920—1957) — красноармеец Рабоче-крестьянской Красной Армии, участник Великой Отечественной войны, Герой Советского Союза (1943).

## Биография
Иван Воротынцев родился 19 января 1920 года в деревне Мокрец (ныне — Горшеченский район Курской области) в крестьянской семье. Окончил шесть классов школы, затем работал в колхозе. До войны был осуждён и отбывал наказание в одном из подразделений Печоржелдорлага. 13 марта 1943 года Воротынцев был призван на службу в Рабоче-крестьянскую Красную Армию Кожвинским районным военным комиссариатом Коми АССР. С мая того же года — на фронтах Великой Отечественной войны, был автоматчиком 1318-го стрелкового полка 163-й стрелковой дивизии 38-й армии Воронежского фронта. Отличился во время освобождения Киевской области.
11 октября 1943 года Воротынцев добровольно вызвался подавить немецкую огневую точку у села Гута-Межигорская к северу от Киева. Подобравшись к блиндажу, он гранатами уничтожил расчёт станкового пулемёта противника, что способствовало успешному освобождению села.
Указом Президиума Верховного Совета СССР от 29 октября 1943 года за «образцовое выполнение боевых заданий командования на фронте борьбы с немецкими захватчиками и проявленные при этом мужество и героизм» красноармеец Иван Воротынцев был удостоен высокого звания Героя Советского Союза с вручением ордена Ленина и медали «Золотая Звезда» за номером 3351.
После окончания войны Воротынцев был демобилизован. Вернулся на родину, находился на хозяйственной и советской работе. Скончался 14 апреля 1957 года, похоронен на кладбище в родной деревне.
Был также награждён рядом медалей.